# 정9품
정9품은 고려와 조선의 18품계 중 제17등급의 품계였다.

## 조선
해당하는 관직으로 전경(典經)·정자·기사관·검열·학록·규장각대교·부봉사·세마·훈도·사용·수문장 등이 있었다.